# 当座
当座（とうざ）とは簿記において用いられる勘定科目。
当座借越が行われた際の仕分けを一勘定制で処理する場合に用いる科目である。貸方で用いる場合には、銀行と当座借越契約を結んでいる企業に当座預金残高以上の支出があった場合には、貸方には当座預金に加えて当座借越という科目も用いて処理することになるのだが、一勘定制ではこの二つをまとめて当座の科目だけで処理する。借方で用いる場合には、売上などが当座預金に入る場合にはその時点でその企業は銀行に対して当座借越があり、このことにより当座借越しが解消し残りが当座預金に入るならば、借方には当座借越と当座預金の二つの科目が発生するのだが、一勘定制ではこれらを当座の一つの科目にまとめて処理する。